# Raimondo Lanza di Trabia
Raimondo Lanza Branciforte di Trabia (Arcellasco, 11 settembre 1915 – Roma, 30 novembre 1954) è stato un dirigente sportivo, diplomatico e militare italiano.

## Biografia
Lanza di Trabia nacque in un paesino della Lombardia (oggi frazione di Erba), da una relazione clandestina tra il nobile siciliano Giuseppe Lanza Branciforte principe di Scordia (che fu deputato e sottosegretario alla Guerra) e la nobildonna veneta Maddalena Papadopoli Aldobrandini principessa Spada Potenziani; fu registrato all'anagrafe dalla levatrice come figlio d'ignoti e gli venne attribuita l'identità fittizia di "Raimondo Ginestra" (il cognome derivava da un feudo della famiglia Lanza). Grazie all'intervento della nonna paterna, Giulia Florio, presso Mussolini, con un provvedimento speciale analogo a quello creato ad hoc per il conte Volpi di Misurata, fu legittimato quale figlio di Giuseppe con l'attribuzione del cognome "Lanza Branciforte di Trabia" e dei diritti ereditari, col fratello minore Galvano (n. 1918) successivamente alla morte del padre, avvenuta nel 1927.
Mentre il fratello Galvano crebbe con la madre, Raimondo fu allevato a Palermo a Palazzo Butera, dai nonni paterni Pietro e Giulia di Trabia, cui erano premorti nella Grande Guerra già due dei loro tre figli maschi.
Interruppe gli studi universitari dopo aver deciso di arruolarsi nella guerra civile spagnola: sbarcò a Cadice il 15 gennaio 1937 e combatté con i Falangisti nella battaglia di Guadalajara. In Spagna ottenne una medaglia d'argento al valor militare. Nel 1940, grazie alla nonna Giulia, lui e suo fratello Galvano ottennero il riconoscimento di figli naturali di Giuseppe Lanza Branciforte.
Fu tenente del Regio Esercito durante la Seconda Guerra Mondiale, fra il 1940 e il 1943.
In quegli anni frequentò e fu amico del ministro degli esteri Galeazzo Ciano, di Curzio Malaparte e Gianni e Susanna Agnelli e, dopo la guerra, di Giuseppe Tomasi di Lampedusa e Aristotele Onassis. Fece restaurare il Castello di Trabia, in cui risiedette e di cui la figlia Raimonda sarà, dopo secoli di dominio, l'ultima discendente della famiglia Lanza a trascorrervi le estati, mentre la settecentesca Villa Trabia a Palermo, il Castello di Mussomeli e molti altri possessi storici dei Butera-Trabia, furono tutti alienati con eccezione di Palazzo Butera sul lungomare di Palermo, che rimase alla famiglia fino alla vendita a Massimo Valsecchi (che decise di trasformarlo in museo d'arte contemporanea, trasferendovi la propria collezione) e di Villa Trabia a Bagheria andata in eredità a Giovanna Lanza di Trabia, sposata con il Principe di Paternò e oggi abitata dai suoi discendenti.
Durante la Seconda Guerra Mondiale, come emerge dai volumi biografici pubblicati dalla figlia Raimonda e dalla nipote, avrebbe ricoperto un ruolo di collegamento fra le autorità italiane e quelle britanniche. Dopo l'armistizio dell'8 settembre 1943, aderì al Regno del Sud, fu aiutante di campo del generale Giacomo Carboni al SIM, operando fino al giugno 1944 nella Roma occupata dai tedeschi, ottenendo una medaglia di bronzo al valor militare, e poi agì quale ufficiale di collegamento con le forze alleate fino al 1945.
Ebbe relazioni internazionali con personaggi di rilievo del suo tempo, fu uomo brillante, avventuroso e mondano, ebbe flirt con molte donne famose come Rita Hayworth e Carroll Baker, viaggiò sovente in Europa e Stati Uniti. 

### Dirigente sportivo
Già dirigente della squadra rosanero da anni, divenne Presidente del Palermo il 26 gennaio 1951 e, mentre la squadra si trovava al primo posto del campionato, partì per l'Iran ospite dello scià Mohammad Reza Pahlavi con il quale intrecciò rapporti di amicizia e di affari. Lasciò la presidenza del Palermo il 30 giugno 1952. In quell'epoca la società rosanero era di proprietà di un gruppo di aristocratici. Raimondo Lanza di Trabia si occupava della campagna acquisti: fu lui a scoprire Helge Bronée che acquistò dal Nancy per 40 milioni. Grazie ai suoi rapporti con il mondo dello sport portò a Palermo molti giocatori di valore.
Era appassionato di corse automobilistiche e fu protagonista di alcune edizioni della Targa Florio.
Insieme all'amico Stefano La Motta, organizzò la rinascita della Targa Florio nel 1948.
Raimondo era inoltre interessato ad altri sport di squadra oltre al calcio, come ad esempio la pallanuoto. Nel 1954 sposò l'attrice Olga Villi da cui ebbe le figlie Venturella (n. 1953) e Raimonda (nata postuma 1955). Il suo originario ingente patrimonio, inclusivo di attività minerarie e derivante in parte dalle sostanze dei Florio entrate a far parte del patrimonio dei Lanza di Trabia e Butera, si polverizzerà del tutto nel corso degli anni cinquanta e sessanta, subendo un colpo considerevole a causa della riforma agraria e della crisi delle solfare.
Morì nel 1954 per un sospetto suicidio, in circostanze misteriose e mai acclarate, in seguito a una caduta da una finestra del primo piano dell'Hotel Eden di via Ludovisi a Roma. La sua tragica morte ispirò Domenico Modugno per la famosa canzone Vecchio frak. A lui è intitolata una società pallavolistica di Trabia, militante nel campionato regionale di Serie C femminile.

## Saggistica
Su di lui sono stati scritti molti saggi e romanzi, quali Vestivamo alla marinara di Susanna Agnelli, Il principe irrequieto di Vincenzo Prestigiacomo, Il grande dandy di Marcello Sorgi e Mi toccherà ballare pubblicato dalla figlia Raimonda e dalla nipote Ottavia Casagrande nel 2014.
Nel 2018 per Feltrinelli è uscito il romanzo Quando si spense la notte, scritto da Ottavia Casagrande con la prefazione di Raimonda Lanza di Trabia. Nel libro si mettono in luce una serie di particolari inediti rispetto ai rapporti segreti di Raimondo con Galeazzo Ciano e con Coraline, un'agente segreta inglese (che fu anche sua amante), ricostruendo il ruolo dell'aristocratico siciliano nel mondo dello spionaggio italiano e internazionale, con avventurosi particolari che lo avrebbero visto protagonista fino allo scoppio della seconda guerra mondiale.
Nei due volumi viene messa in dubbio l'ipotesi del suicidio.